# Dilek Üşük

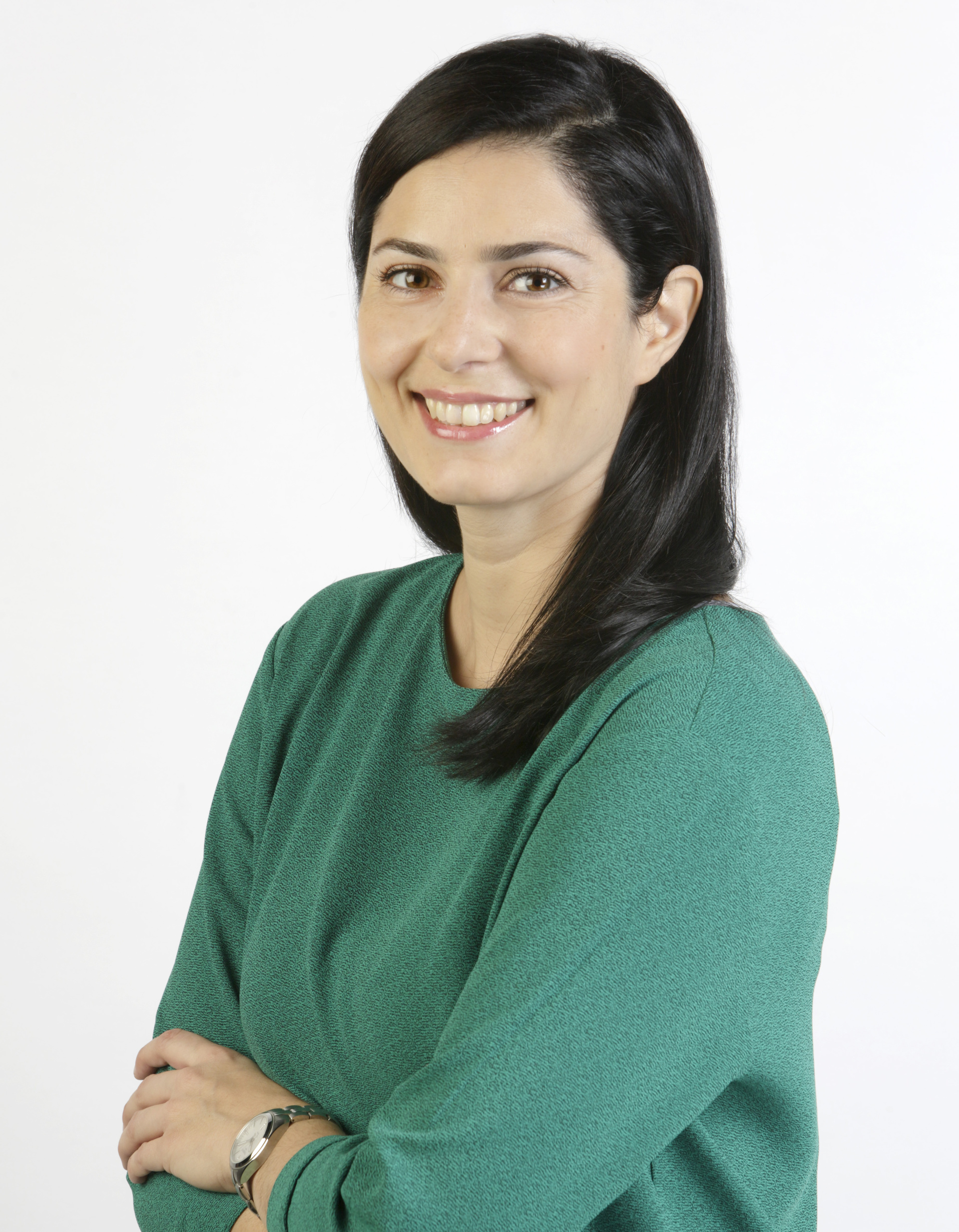
Dilek Üşük (2019)

Dilek Üşük (* 27. Februar 1979 in Frankfurt am Main) ist eine deutsche Hörfunk-, Fernsehmoderatorin und Journalistin.

## Beruflicher Werdegang
In ihrer Heimatstadt studierte Üşük Germanistik, Soziologie und Psychoanalyse. Nach dem Studium lebte sie ein halbes Jahr in Neuseeland. Beim WDR-Hörfunk sammelte sie Erfahrungen bei 1 Live.

### ZDF
Ihr Volontariat machte sie beim Zweiten Deutschen Fernsehen (ZDF) im Landesstudio Sachsen. Für die ZDF-/KiKA-Kindernachrichten „logo!“ arbeitete sie als Redakteurin, On-Air-Reporterin, und vertretungsweise als Moderatorin.
Sie ist für die ZDFinfo-Sendung „Forum am Freitag“ tätig.

### RBB
Nach dem Wechsel zum Rundfunk Berlin-Brandenburg (rbb) moderiert sie seit 2019 dort unter anderem die Nachrichten in der „Abendschau“.
Seit 2021 moderiert sie zudem Nachmittagsausgaben der RBB24-Nachrichten und seit April 2022 zusätzlich die RBB24-Spätausgaben.

### WDR
Vom 27. April 2020 bis zum 5. Oktober 2022 war sie eine der Hauptmoderatorinnen der „Aktuellen Stunde“ im WDR.